# Veoneer
Veoneer ist ein schwedisches Unternehmen mit Hauptsitz in Stockholm, welches Technologie für die Automobilindustrie anbietet. In Deutschland ist Veoneer an den Standorten Unterschleißheim, Niederwerrn, Kitzingen und Holzgerlingen vertreten. Zu den Kunden gehört unter anderem Mercedes-Benz und General Motors.

## Geschichte
Die Firma ging als Spin-off im Jahr 2018 aus Autolivs Elektroniksparte hervor. Am 2. Juli 2018 begann der Handel von Veoneer-Anteilen an den Börsen NYSE und NASDAQ. Obwohl sich der Hauptsitz des Unternehmens in Stockholm befindet, firmiert das Unternehmen unter der US-amerikanischen Rechtsform Inc. Produkte und Leistungen der Firma sind die Entwicklung und Vertrieb von Technologie (z. B. Fahrerassistenzsysteme) für Autonome Fahrzeuge.
Im Sommer 2021 hatte der Wettbewerber Magna angekündigt, Veoneer für 3,8 Milliarden US-Dollar kaufen zu wollen. Es gab bereits einen Vorvertrag, allerdings machte der Elektronikkonzern Qualcomm wenige Wochen später ein deutlich besseres Angebot. Im Oktober 2021 wurde bekannt gegeben, dass Qualcomm das Unternehmen für 4,5 Mrd. Dollar übernehmen wird. Wobei das Unternehmen SSW Partners Veoneer zunächst kaufte und dessen Software-Tochter Arriver an Qualcomm für einen nicht genannten Betrag weitergab. Für die verbliebenen Teile des schwedischen Unternehmens sucht SSW Investoren. Mitte Dezember wurde bekanntgegeben, dass Magna den Bereich „Aktive Sicherheit“ für etwas mehr als 1,5 Milliarden US-Dollar erwerben will. Darunter fallen die Bereiche Sensortechnik und Steuergeräte für Fahrerassistenzsysteme. Mit der Übernahme sollen 2.200 Mitarbeiter von Veoneer zu Magna wechseln.
Für den Bereich „Rückhaltesysteme“ sucht SSW nach wie vor einen Käufer.